# Bodeli
Bodeli é uma vila no distrito de Vadodara, no estado indiano de Gujarat.

## Demografia
Segundo o censo de 2001, Bodeli tinha uma população de 10 494 habitantes. Os indivíduos do sexo masculino constituem 52% da população e os do sexo feminino 48%. Bodeli tem uma taxa de literacia de 72%, superior à média nacional de 59,5%; a literacia no sexo masculino é de 78% e no sexo feminino é de 65%. 11% da população está abaixo dos 6 anos de idade.